# Xylocoris hirtus
Xylocoris hirtus är en insektsart som beskrevs av Kelton 1976. Xylocoris hirtus ingår i släktet Xylocoris och familjen näbbskinnbaggar. Inga underarter finns listade i Catalogue of Life.